# 핑구스

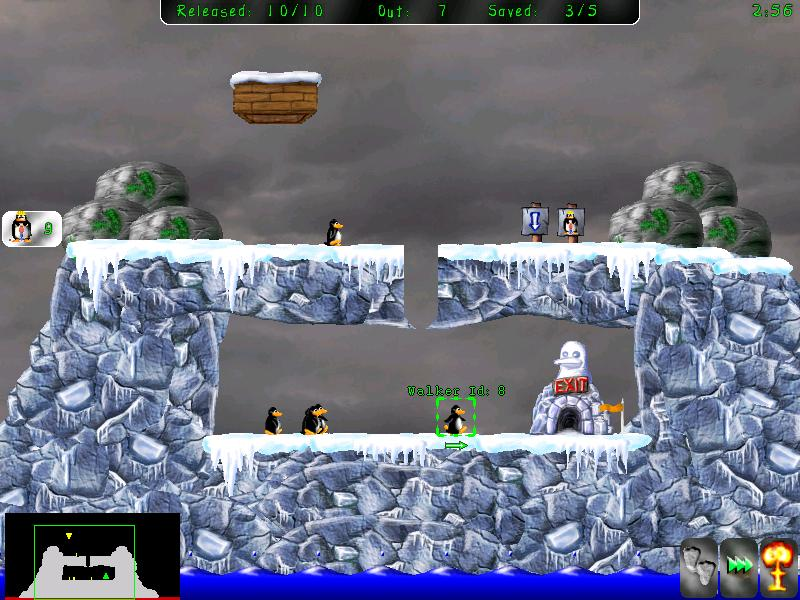
눈밭을 행진하는 펭귄들

핑구스(Pingus)는 독일인 프로그래머 잉고 룬케가 개발한 자유 소프트웨어 게임이다. 이 게임은 레밍즈의 클론으로, 캐릭터가 레밍 대신 펭귄이다.

## 게임플레이
핑구스에는 77개의 레벨이 있으며, 5개의 레벨 세트와 21개의 겨울 테마 튜토리얼 레벨로 구성되어 있다. 핑구스 0.7.2에서는 '레벨 세트'가 도입되었는데, 이는 관련된 레벨들의 목록이다. 레벨 세트 내의 레벨들은 보통 순서대로 완료해야 한다. 하지만 게임에는 GUI에서 접근할 수 없는 훨씬 더 많은 레벨들이 포함되어 있으며, 일부는 완전히 다른 그래픽을 가지고 있다.

## 개발
게임 개발은 1998년에 시작되었다. 2003년에 리눅스용 버전 0.6이 출시되었으며, 새로운 레벨과 레벨 에디터가 포함되었다. 2006년 2월 11일, 게임은 ClanLib에서 심플 다이렉트미디어 레이어(SDL)로 포팅되기 시작했다. 2007년 8월 27일, 버전 0.7.0(SDL을 사용한 첫 번째 버전)이 출시되었다. 마이크로소프트 윈도우와 리눅스 외에도 SDL로의 전환으로 인해 애플의 OS X를 포함한 다른 컴퓨팅 플랫폼에서도 핑구스를 쉽게 빌드할 수 있게 되었다. 2007년 9월 23일, 새로운 레벨 에디터가 포함된 버전 0.7.1이 출시되었다. 2007년 10월 31일, 할로윈 테마 레벨 세트가 포함된 버전 0.7.2가 출시되었다. 핑구스 웹사이트에서 Windows 0.7.6 버전과 Intel OS X 0.7.2 바이너리를 구할 수 있다. 버전 0.7.0의 파워PC OS X 바이너리도 있으며, 버전 0.7.3은 GNU 컴파일러 모음에서 게임이 더 잘 작동하도록 하는 사소한 버그 수정이 포함되어 있다. 최신 버전인 0.7.6에는 추가 크리스마스 및 할로윈 테마 레벨 세트가 추가되었다.
2008년 7월, 이 게임은 GPL-2.0-or-later에서 GPL-3.0-or-later로 라이선스가 변경되었다.

## 평가
이 게임은 The Linux Game Tome의 첫 번째 "이달의 게임"이었다. 비평가들은 핑구스에 호의적이었다. TechGage는 2006년에 핑구스를 "상위 10가지 무료 리눅스 게임" 중 하나로 선정했다. CNN과 PC-Welt는 이 게임을 리눅스에서 사용할 수 있는 최고의 무료 게임 중 하나로 평가했다. Thinkdigit 2009년 5월호는 핑구스를 "가장 중독성 있는 리눅스 게임"으로 평가했다. Linux For You 2009년 9월호는 핑구스에 5/5점을 주었다. 2017년 Windows Central의 조지 폰더는 "그래픽이 좋고, 게임 플레이가 도전적이며, 전반적으로 핑구스는 시간을 보내는 데 재미있는 방법이 될 잠재력이 있다. 게임 경험을 더 유연하게 만들기 위해 여기저기 약간의 미세 조정만 필요하다"라고 썼다.

## 같이 보기
- 자유-오픈 소스 소프트웨어 패키지 목록
- 오픈 소스 게임 목록